# Kongregationen för folkens evangelisering
Kongregationen för folkens evangelisering, latin Congregatio pro Gentium Evangelizatione, grundad 1622, är den kongregation i kurian, varigenom ursprungligen påven Gregorius XV gav en fast enhet och bestämd sammanhållning åt den förut mindre planmässigt bedrivna missionsverksamheten och relaterade aktiviteter. Den är också känd under sin tidigare namn, Sacra Congregatio de Propaganda Fide.
Reformationen orsakade att Romersk-katolska kyrkan förlorade stora delar av Nordeuropa till protestantismen. År 1582 gavs de församlingslösa katolikerna i Sverige, Norge, Danmark, Finland och norra Tysk-romerska riket en jurisdiktion i form av den påvlige nuntien i Köln.
Kongregationen, ursprungligen vid namn Propaganda Fide, tog från starten 1622 hand om detta stora missionsområde som vid sitt tredje möte fördelades mellan, Apostoliska nuntiaturen i Polen (för katolikerna i Sverige, Finland och Mecklenburg), nuntien i Bryssel (Danmark och Norge), och nuntien i Köln (mycket av norra Tyskromerska riket).
Urban VIII anknöt härtill 1627 ett eget seminarium som förberedande bildningsanstalt för de till alla världens ändar utgående missionärerna, vilka så vitt möjligt rekryterades av de olika missionsplatsernas egna infödda efter förebild av det redan 1552 av Ignatius av Loyola stiftade Collegium Germanicum, som sedermera sorterade under propagandan. Genom rika donationer och framför allt genom inrättande av ett tryckeri, som kunde förse samtliga vidsträckta missionsområden med nödiga breviarier samt andakts- och läroböcker på många språk, har denna Gregorius XV:s anstalt under lång tid kommit att utgöra själen i hela den romersk-katolska missionsverksamheten. 
Kongregationen har sina lokaler i Palazzo di Propaganda Fide i centrala Rom. Till 1908 hade den över missionsområdet all den makt, som annars var fördelad på alla de andra kongregationerna. Detta gällde med viss inskränkning även efter 1908. Den var efter 1908 års kurieomorganisation alltjämt den största av alla kongregationerna och bestod av två avdelningar: propagandan i allmänhet (20 kardinaler) och propagandan för de unierade grekerna (upprättad av Pius IX 1862, 14 kardinaler); generalprefekt blev 1908 påvekandidaten 1903 Girolamo Maria Gotti. Dess regeringsområde minskades dock 1908 därigenom, att Storbritannien, Nederländerna, Kanada, Förenta staterna och så vidare överfördes från missionsområdet till den organiserade kyrkan, varemot Ryssland, Sydamerika, Mexiko med flera lades under propagandan; över Sverige var den alltjämt den egentliga katolska kyrkoregeringen. År 1908 miste den bestämmandet över frågor rörande tro, riter och ordenspersoner; trots detta var den ännu en av katolicismens centralpunkter.